# Marcos Llorente
Marcos Llorente Moreno (Madrid, 30 de enero de 1995) es un futbolista español que juega como centrocampista en el Atlético de Madrid de la Primera División de España.
Es hijo de Paco Llorente y nieto de Ramón Grosso, los cuales, como él, defendieron tanto la camiseta del Real Madrid como la del Atlético de Madrid. Es familiar de otros exintegrantes del club blanco, siendo sobrino de Julio Llorente y sobrino nieto de Paco Gento, Antonio Gento y Julio Gento, todos ellos exfutbolistas del Real Madrid Club de Fútbol o sus categorías inferiores. También son familiares suyos sus tíos Toñín Llorente y José Luis Llorente y sus primos Juan Llorente y Sergio Llorente, que se dedican al baloncesto.

## Trayectoria

### Inicios
Tras comenzar sus andaduras en el Club Deportivo Las Rozas y la Escuela de Fútbol Roceña, ingresó en las filas del Club de Fútbol Rayo Majadahonda. Tras disputar varios torneos infantiles como jugador del Atlético de Madrid, llegó en 2008 a las categorías inferiores del Real Madrid en categoría infantil. Como mediocentro organizador de depurada técnica, fue ascendiendo por los diferentes equipos hasta la temporada 2013-14 en la que disputó la Liga Juvenil de la UEFA, donde su equipo cayó eliminado en la semifinal ("final four") por el Benfica.
En la campaña 2014-15 jugó en el Real Madrid Castilla que entrenaba Zinedine Zidane. Debutó como profesional, el 24 de agosto de 2014, en la derrota por 2-1 frente al Club Atlético de Madrid "B". Permaneció dos temporadas en el equipo filial, siendo titular habitual.

### Ascenso y progresión en la máxima categoría
Sus buenas actuaciones le llevaron a ser parte de la pretemporada del primer equipo en 2014, bajo las órdenes de Carlo Ancelotti. Un año después, el 17 de octubre de 2015, debutó en el primer equipo del Real Madrid en un partido de Liga frente al Levante UD. Posteriormente debutó como titular en la Copa del Rey, en la victoria por 3-1 frente al Cádiz Club de Fútbol, que posteriormente fue declarado como perdido por alineación indebida.

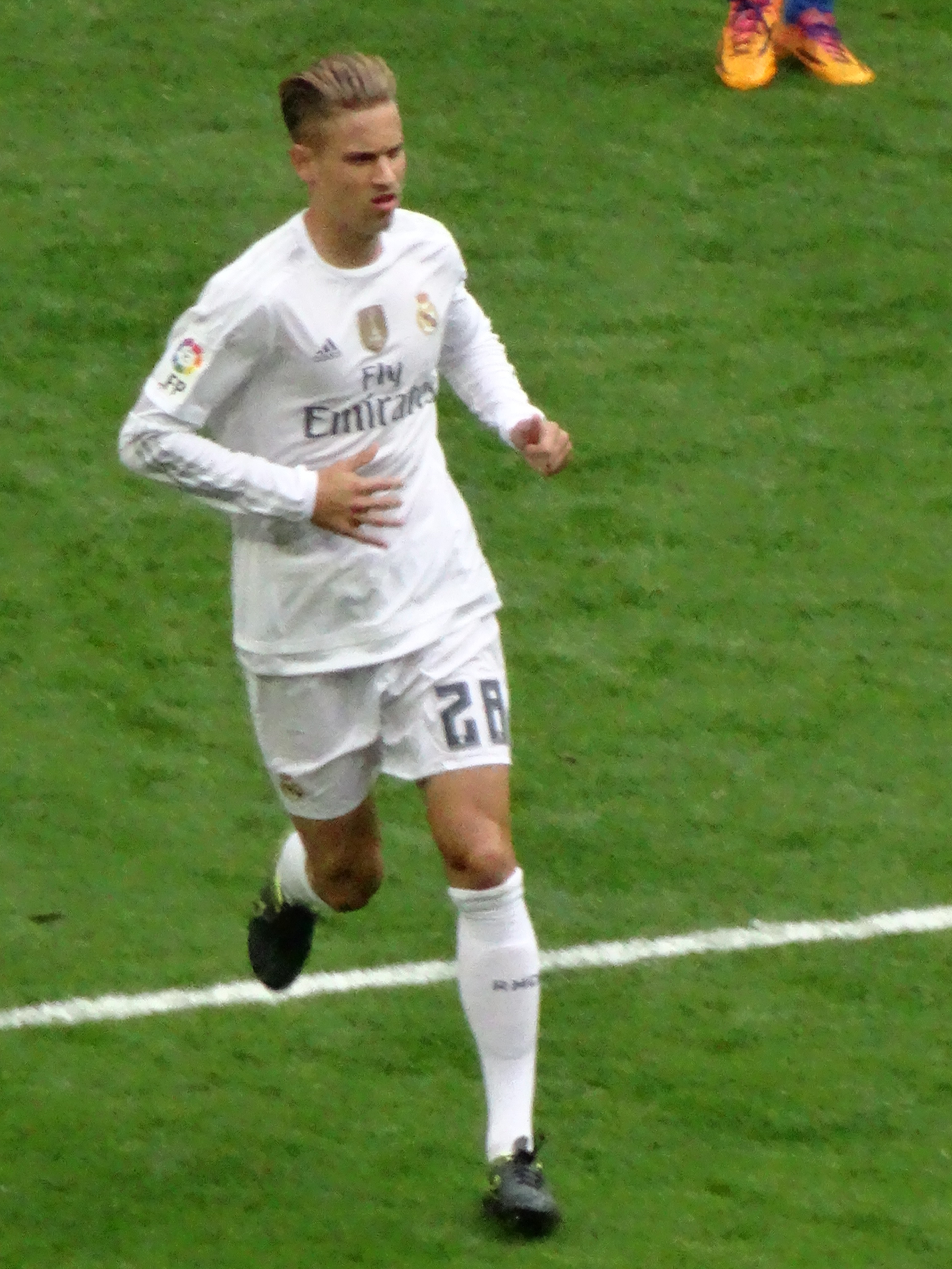
Llorente en su etapa madridista.

El 11 de agosto de 2016 fue cedido para la temporada 2016-17 al Deportivo Alavés para continuar con su formación. En el equipo alavés se consolidó como un gran recuperador y una pieza indispensable en el centro del campo babazorro, que alcanzó la final de la Copa del Rey ante el FC Barcelona.
Se incorporó definitivamente a la plantilla del Real Madrid de cara a la temporada 2017-18, bajo las órdenes de Zidane, en el que luciría el dorsal 18. El 6 de diciembre debutó en Liga de Campeones en una victoria por 3 a 2 ante el Borussia Dortmund. En su primera campaña completa en el primer equipo jugó una veintena de partidos, once de ellos como titular. La mayoría de sus titularidades se produjeron en Copa del Rey, donde lo fue en seis ocasiones.
Con la llegada de Solari, y coincidiendo con la lesión de Casemiro, se hizo un hueco en el once titular del equipo. Su buen nivel le permitió ser titular en el Mundial de Clubes, aunque el centrocampista brasileño estuviera recuperado. El 22 de diciembre marcó uno de los goles en la final del Mundial de Clubes ante Al-Ain. Además fue nombrado como mejor jugador de la final.
Caracterizado por su acertado juego de contención y asociación, rol compartido en el equipo junto a Carlos Casemiro tras la recuperación de este, y quien también fue parte del equipo filial madrileño, fue señalado como uno de los jugadores con mayor proyección del fútbol español. Ésta se vio truncada por culpa de las lesiones hasta el 31 de enero cuando el jugador volvió a ser protagonista, en su regreso después de 3 meses, esta vez en Montilivi, marcando el 1-3 que sentenciaba la eliminatoria de cuartos de final de la Copa del Rey. Finalizó la temporada con dieciséis partidos disputados, en los que anotó dos goles, caracterizada en parte por la interrupción notable de las lesiones.
Pese a su notable desempeño partidos y sugerir el club una cesión que le aportase los minutos de más que el jugador reclamaba, el jugador prefirió desvincularse del club y el 20 de junio de 2019 se hizo oficial su fichaje por el rival Club Atlético de Madrid con el que firmó un contrato de cinco temporadas, en busca de una regular titularidad.
Pese a ello el jugador no logró el resultado esperado y tras ser uno de los jugadores menos utilizados por su nuevo técnico, Diego Simeone, siendo el penúltimo jugador de campo en minutos disputados, y con 45 minutos como el partido en el que más presencia tuvo. Cumplida la mitad de la temporada su situación no cambió y en comparativa con el mismo tramo de la temporada anterior disputó 106 minutos menos, estadísticas previas a los varios meses inactivo por lesiones que sufrió tras el parón invernal.
Sin embargo el 11 de marzo de 2020 su situación varió al convertirse en jugador clave en el partido de vuelta de la eliminatoria de octavos de final de la Liga de Campeones que su equipo jugó contra el Liverpool Football Club en el estadio de Anfield. Llorente entró en la segunda mitad en sustitución de Diego Costa y anotó dos goles y dio una asistencia a Álvaro Morata que certificaron la remontada, victoria y clasificación de su equipo. A partir de ahí y tras el parón que se produjo en el fútbol mundial por la crisis del Covid 19, su entrenador le posicionó como segundo delantero teniendo destacadas actuaciones y siendo parte importante del equipo.

## Selección nacional
El 2 de noviembre de 2020 fue convocado por Luis Enrique para disputar un amistoso en Ámsterdam frente a la selección de Países Bajos y para los encuentros de Liga de Naciones de la UEFA contra los combinados de Suiza y de Alemania, debutando en el encuentro amistoso ante la selección de Países Bajos.
El 24 de mayo de 2021 fue elegido por el seleccionador español, Luis Enrique Martínez, para representar a la selección española en la Eurocopa 2020. Jugó como titular, de lateral derecho en los primeros dos encuentros de la fase de grupos, ante Suecia y Polonia; luego en cuartos de final ante Suiza y en semifinales ante Italia, salió del banquillo en el segundo tiempo, disputando también la prórroga en ambos encuentros, siendo eliminado por esta última a las puertas de la final, en la tanda de penaltis. 
El 11 de noviembre de 2022 fue elegido por el seleccionador español, Luis Enrique Martínez, para representar a la selección española en la Copa del Mundo de Catar 2022. No jugó en los primeros 3 encuentros de la fase de grupos, saliendo de titular de lateral derecho en el encuentro de los octavos de finsl ante Marruecos, jugando el encuentro completo, incluyendo la prórroga, y cayendo 3 a 0 en la tanda de penales.

### Participaciones en Copas del Mundo
| Mundial      | Sede  | Resultado        | Partidos | Goles |
| ------------ | ----- | ---------------- | -------- | ----- |
| Mundial 2022 | Catar | Octavos de final | 1        | 0     |

### Participaciones en Eurocopas
| Eurocopa      | Sede   | Resultado   | Partidos | Goles |
| ------------- | ------ | ----------- | -------- | ----- |
| Eurocopa 2020 | Europa | Semifinales | 4        | 0     |

## Estilo de juego
Originalmente desplazado como un centrocampista defensivo o un playmaker frente a una línea de cuatro, Llorente es también capaz de jugar en posiciones más avanzadas como el de un mediocentro o un box-to-box. En el Atlético de Madrid, bajo la dirección de Diego Simeone, también sería ubicado fuera de su posición habitual, primero a la derecha del mediocampo en una formación 4-4-2 y después como un delantero de apoyo en el mismo sistema.

## Estadísticas

### Clubes
Actualizado al último partido disputado el 23 de junio de 2025.
| Club                                | Div.          | Temporada     | Liga  | Liga  | Liga   | Copas nacionales | Copas nacionales | Copas nacionales | Copas internacionales | Copas internacionales | Copas internacionales | Total | Total | Total  |
| Club                                | Div.          | Temporada     | Part. | Goles | Asist. | Part.            | Goles            | Asist.           | Part.                 | Goles                 | Asist.                | Part. | Goles | Asist. |
| ----------------------------------- | ------------- | ------------- | ----- | ----- | ------ | ---------------- | ---------------- | ---------------- | --------------------- | --------------------- | --------------------- | ----- | ----- | ------ |
| Real Madrid Castilla C. F. · España | 2.ª B         | 2014-15       | 25    | 0     | 0      | —                | —                | —                | —                     | —                     | —                     | 25    | 0     | 0      |
| Real Madrid Castilla C. F. · España | 2.ª B         | 2015-16       | 33    | 3     | 4      | 4                | 0                | 0                | —                     | —                     | —                     | 37    | 3     | 4      |
| Real Madrid Castilla C. F. · España | Total club    | Total club    | 58    | 3     | 4      | 4                | 0                | 0                | 0                     | 0                     | 0                     | 62    | 3     | 4      |
| Real Madrid C. F. · España          | 1.ª           | 2015-16       | 2     | 0     | 0      | 1                | 0                | 0                | 0                     | 0                     | 0                     | 3     | 0     | 0      |
| Deportivo Alavés · España           | 1.ª           | 2016-17       | 32    | 0     | 2      | 6                | 0                | 1                | —                     | —                     | —                     | 38    | 0     | 3      |
| Real Madrid C. F. · España          | 1.ª           | 2017-18       | 13    | 0     | 0      | 6                | 0                | 0                | 1                     | 0                     | 0                     | 20    | 0     | 0      |
| Real Madrid C. F. · España          | 1.ª           | 2018-19       | 7     | 0     | 0      | 5                | 1                | 0                | 4                     | 1                     | 0                     | 16    | 2     | 0      |
| Real Madrid C. F. · España          | Total club    | Total club    | 22    | 0     | 0      | 12               | 1                | 0                | 5                     | 1                     | 0                     | 39    | 2     | 0      |
| Atlético de Madrid · España         | 1.ª           | 2019-20       | 29    | 3     | 4      | 3                | 0                | 0                | 4                     | 2                     | 1                     | 36    | 5     | 5      |
| Atlético de Madrid · España         | 1.ª           | 2020-21       | 37    | 12    | 11     | 0                | 0                | 0                | 8                     | 1                     | 1                     | 45    | 13    | 12     |
| Atlético de Madrid · España         | 1.ª           | 2021-22       | 29    | 0     | 2      | 2                | 0                | 1                | 9                     | 0                     | 0                     | 40    | 0     | 3      |
| Atlético de Madrid · España         | 1.ª           | 2022-23       | 22    | 1     | 2      | 4                | 2                | 1                | 3                     | 0                     | 0                     | 29    | 3     | 3      |
| Atlético de Madrid · España         | 1.ª           | 2023-24       | 37    | 6     | 4      | 6                | 0                | 1                | 9                     | 0                     | 1                     | 52    | 6     | 6      |
| Atlético de Madrid · España         | 1.ª           | 2024-25       | 33    | 2     | 4      | 5                | 1                | 0                | 11                    | 2                     | 4                     | 49    | 5     | 8      |
| Atlético de Madrid · España         | Total club    | Total club    | 187   | 24    | 28     | 20               | 3                | 3                | 44                    | 5                     | 7                     | 251   | 32    | 37     |
| Total carrera                       | Total carrera | Total carrera | 299   | 27    | 33     | 42               | 4                | 4                | 49                    | 6                     | 7                     | 390   | 37    | 44     |

## Palmarés

### Títulos en divisiones menores
| Título                    | Club                 | Año  |
| ------------------------- | -------------------- | ---- |
| División de Honor Juvenil | Real Madrid Juvenil  | 2014 |
| Copa de Campeones         | Real Madrid Juvenil  | 2014 |
| Segunda División "B"      | Real Madrid Castilla | 2016 |

### Títulos nacionales
| Título             | Club               | Año     |
| ------------------ | ------------------ | ------- |
| Supercopa          | Real Madrid C. F.  | 2017    |
| Campeonato de Liga | Atlético de Madrid | 2020-21 |

### Títulos internacionales
| Título              | Equipo            | Año  |
| ------------------- | ----------------- | ---- |
| Supercopa de Europa | Real Madrid C. F. | 2017 |
| Mundial de Clubes   | Real Madrid C. F. | 2017 |
| Liga de Campeones   | Real Madrid C. F. | 2018 |
| Mundial de Clubes   | Real Madrid C. F. | 2018 |

### Distinciones individuales
| Distinción                                                         | Año  |
| ------------------------------------------------------------------ | ---- |
| Incluido en el equipo revelación de la Liga española según la UEFA | 2017 |
| Mejor jugador de la final del Mundial de Clubes                    | 2018 |
| MVP del All-Star Game de la MLS                                    | 2019 |

## Vida personal
El jugador pertenece a la conocida como línea genealógica Llorente-Gento, prolífica de jugadores profesionales de baloncesto y fútbol muy ligados al Real Madrid Club de Fútbol. Marcos pertenece a la cuarta generación. Es hijo de Paco Llorente, y sobrino de Julio Llorente, quienes formaron también parte del Real Madrid Club de Fútbol. Del mismo modo que sus otros dos tíos, Joe Llorente y Toñín Llorente, pero estos en el Real Madrid Baloncesto. Todos ellos son sobrinos de Paco Gento, también antiguo futbolista del club y su presidente de honor desde 2015. Por parte materna es nieto de Ramón Grosso, de igual modo futbolista madridista, y coetáneo de equipo de Paco Gento y sus dos hermanos Julio y Antonio, también futbolistas.
|  |  |                |                |                |                |                |                |                    |                    | Juan Llorente      | Juan Llorente      | Juan Llorente      | Juan Llorente      | Juan Llorente  | Juan Llorente  |  |  | Sergio Llorente | Sergio Llorente | Sergio Llorente | Sergio Llorente | Sergio Llorente | Sergio Llorente |               |               |               |               |               |               |               |               |            |            |  |  |             |             |             |             | Marcos Llorente | Marcos Llorente | Marcos Llorente | Marcos Llorente | Marcos Llorente | Marcos Llorente |               |               |               |               |  |  |  |  |             |             |              |              |              |              |              |              |  |  |  |  |  |  |  |  |
|  |  |                |                |                |                |                |                |                    |                    | Juan Llorente      | Juan Llorente      | Juan Llorente      | Juan Llorente      | Juan Llorente  | Juan Llorente  |  |  | Sergio Llorente | Sergio Llorente | Sergio Llorente | Sergio Llorente | Sergio Llorente | Sergio Llorente |               |               |               |               |               |               |               |               |            |            |  |  |             |             |             |             | Marcos Llorente | Marcos Llorente | Marcos Llorente | Marcos Llorente | Marcos Llorente | Marcos Llorente |               |               |               |               |  |  |  |  |             |             |              |              |              |              |              |              |  |  |  |  |  |  |  |  |
|  |  |                |                |                |                |                |                |                    |                    |                    |                    |                    |                    |                |                |  |  |                 |                 |                 |                 |                 |                 |               |               |               |               |               |               |               |               |            |            |  |  |             |             |             |             |                 |                 |                 |                 |                 |                 |               |               |               |               |  |  |  |  |             |             |              |              |              |              |              |              |  |  |  |  |  |  |  |  |
|  |  | Julio Llorente | Julio Llorente | Julio Llorente | Julio Llorente | Julio Llorente | Julio Llorente |                    |                    | Toñín Llorente     | Toñín Llorente     | Toñín Llorente     | Toñín Llorente     | Toñín Llorente | Toñín Llorente |  |  | Joe Llorente    | Joe Llorente    | Joe Llorente    | Joe Llorente    | Joe Llorente    | Joe Llorente    |               |               | Paco Llorente | Paco Llorente | Paco Llorente | Paco Llorente | Paco Llorente | Paco Llorente |            |            |  |  |             |             |             |             |                 |                 |                 |                 |                 |                 |               |               |               |               |  |  |  |  | Gelu Moreno | Gelu Moreno | Gelu Moreno  | Gelu Moreno  | Gelu Moreno  | Gelu Moreno  |              |              |  |  |  |  |  |  |  |  |
|  |  | Julio Llorente | Julio Llorente | Julio Llorente | Julio Llorente | Julio Llorente | Julio Llorente |                    |                    | Toñín Llorente     | Toñín Llorente     | Toñín Llorente     | Toñín Llorente     | Toñín Llorente | Toñín Llorente |  |  | Joe Llorente    | Joe Llorente    | Joe Llorente    | Joe Llorente    | Joe Llorente    | Joe Llorente    |               |               | Paco Llorente | Paco Llorente | Paco Llorente | Paco Llorente | Paco Llorente | Paco Llorente |            |            |  |  |             |             |             |             |                 |                 |                 |                 |                 |                 |               |               |               |               |  |  |  |  | Gelu Moreno | Gelu Moreno | Gelu Moreno  | Gelu Moreno  | Gelu Moreno  | Gelu Moreno  |              |              |  |  |  |  |  |  |  |  |
|  |  |                |                |                |                |                |                |                    |                    |                    |                    |                    |                    |                |                |  |  |                 |                 |                 |                 |                 |                 |               |               |               |               |               |               |               |               |            |            |  |  |             |             |             |             |                 |                 |                 |                 |                 |                 |               |               |               |               |  |  |  |  |             |             |              |              |              |              |              |              |  |  |  |  |  |  |  |  |
|  |  |                |                |                |                |                |                |                    |                    |                    |                    |                    |                    |                |                |  |  |                 |                 |                 |                 |                 |                 |               |               |               |               |               |               |               |               |            |            |  |  |             |             |             |             |                 |                 |                 |                 |                 |                 |               |               |               |               |  |  |  |  |             |             |              |              |              |              |              |              |  |  |  |  |  |  |  |  |
|  |  |                |                |                |                |                |                | José Luis Llorente | José Luis Llorente | José Luis Llorente | José Luis Llorente | José Luis Llorente | José Luis Llorente |                |                |  |  |                 |                 | Antonia Gento   | Antonia Gento   | Antonia Gento   | Antonia Gento   | Antonia Gento | Antonia Gento |               |               | Paco Gento    | Paco Gento    | Paco Gento    | Paco Gento    | Paco Gento | Paco Gento |  |  | Julio Gento | Julio Gento | Julio Gento | Julio Gento | Julio Gento     | Julio Gento     |                 |                 | Antonio Gento   | Antonio Gento   | Antonio Gento | Antonio Gento | Antonio Gento | Antonio Gento |  |  |  |  |             |             | Ramón Grosso | Ramón Grosso | Ramón Grosso | Ramón Grosso | Ramón Grosso | Ramón Grosso |  |  |  |  |  |  |  |  |
|  |  |                |                |                |                |                |                | José Luis Llorente | José Luis Llorente | José Luis Llorente | José Luis Llorente | José Luis Llorente | José Luis Llorente |                |                |  |  |                 |                 | Antonia Gento   | Antonia Gento   | Antonia Gento   | Antonia Gento   | Antonia Gento | Antonia Gento |               |               | Paco Gento    | Paco Gento    | Paco Gento    | Paco Gento    | Paco Gento | Paco Gento |  |  | Julio Gento | Julio Gento | Julio Gento | Julio Gento | Julio Gento     | Julio Gento     |                 |                 | Antonio Gento   | Antonio Gento   | Antonio Gento | Antonio Gento | Antonio Gento | Antonio Gento |  |  |  |  |             |             | Ramón Grosso | Ramón Grosso | Ramón Grosso | Ramón Grosso | Ramón Grosso | Ramón Grosso |  |  |  |  |  |  |  |  |
|  |  |                |                |                |                |                |                |                    |                    |                    |                    |                    |                    |                |                |  |  |                 |                 |                 |                 |                 |                 |               |               |               |               |               |               |               |               |            |            |  |  |             |             |             |             |                 |                 |                 |                 |                 |                 |               |               |               |               |  |  |  |  |             |             |              |              |              |              |              |              |  |  |  |  |  |  |  |  |
|  |  |                |                |                |                |                |                |                    |                    |                    |                    |                    |                    |                |                |  |  |                 |                 |                 |                 |                 |                 |               |               |               |               |               |               |               |               |            |            |  |  |             |             |             |             |                 |                 |                 |                 |                 |                 |               |               |               |               |  |  |  |  |             |             |              |              |              |              |              |              |  |  |  |  |  |  |  |  |

Desde 2013, tiene una relación con la influencer Patricia Noarbe. En la mañana del 17 de julio de 2021, le pidió matrimonio en el estadio de su equipo, el Metropolitano.